# Judith Hellebronth
Judith Maïté Hellebronth (* 10. Mai 1986 in Stuttgart) ist eine deutsch-uruguayische Schauspielerin und Journalistin.

## Leben
Hellebronth besuchte von 2002 bis 2003 Workshop für Schauspielerei. Während des Jahres 2006 nahm sie Gesangs- und Schauspielunterricht in Stuttgart.
Neben ihren Rollen in den Kurzfilmen Marie und Waidmannsheil war sie unter anderem in zwei Folgen im Tatort zu sehen. Ihre bekannteste Rolle war die der Anica Maric, die sie von 2000 bis 2005 in der Jugendserie fabrixx spielte. 2004 übernahm sie die Rolle der Jessica im Kinofilm Bin ich sexy?.
2008 bis 2012 studierte sie Medienwissenschaften an der American University of Cairo sowie an der University of California in Berkeley und San Diego. Als Jahrgangsbeste errang sie den Bachelor of Arts summa cum laude und die Auszeichnungen President’s Cup Award und den Mohamed M. El-Beleidy Academic Award. 
Anfang Februar 2011 berichtete sie für zahlreiche öffentlich-rechtliche Sendeanstalten über die bürgerkriegsähnlichen Zustände im ägyptischen Kairo und arbeitete danach ein Jahr für die Bild.
Bis 2014 ist sie Volontärin bei ProSiebenSat.1 Media und zeichnet bislang für Beiträge der Sendungen taff und Popstars redaktionell verantwortlich.

## Filmografie

### Fernsehen
- 2000–2005: fabrixx
- 2004: Tatort – Bienzle und der steinerne Gast (Fernsehreihe)
- 2005: Bloch
- 2006: Tatort
- 2006: Ein Fall für B.A.R.Z. Folge Pferdeglück
- 2011: Das perfekte Promi-Dinner
- 2011: stern TV

### Kino
- 2003: Waidmanns Heil
- 2004: Bin ich sexy?
- 2005: Marie